# Pseudobarbus tenuis
Pseudobarbus tenuis är en fiskart som först beskrevs av Barnard, 1938.  Pseudobarbus tenuis ingår i släktet Pseudobarbus och familjen karpfiskar. IUCN kategoriserar arten globalt som nära hotad. Inga underarter finns listade i Catalogue of Life.